# Chris Hahn
Chris Hahn (* 28. Juli 1985 in Fort Qu'Appelle, Saskatchewan) ist ein deutsch-kanadischer Eishockeyspieler, der zuletzt bei den Eisbären Berlin in der Deutschen Eishockey Liga unter Vertrag stand.

## Karriere
Hahn begann seine Karriere in der Saskatchewan Junior Hockey League, in der er von 2003 bis 2005 am Athol Murray College für die Notre Dame Hounds spielte. In seiner zweiten Saison war der Center Topscorer seines Teams und wurde als wertvollster Stürmer in die Startaufstellung des SJHL All-Star-Game 2004/05 gewählt. Anschließend wechselte der Sohn eines deutschstämmigen Vaters an die University of Maine in den Spielbetrieb der National Collegiate Athletic Association, wo er seinen Abschluss im Fach „Business Administration“ erlangte.
Zur Saison 2009/10 erhielt Hahn, mit deutschen Pass ausgestattet, einen Vertrag bei den Eisbären Berlin aus der Deutschen Eishockey Liga. Am 4. September 2009 gab er bei der 3:8-Niederlage bei den Kassel Huskies sein Debüt für die Berliner. Zum Ende der Saison 2010/11 wurde der Vertrag aufgelöst.

## Erfolge
- 2007, 2008: Dale Lick Academic Achievement Award als bester Scorer des Teams
- 2008 Nominierung für das Hockey East Academic All-Star Team der NCAA
- 2011 Deutscher Meister mit den Eisbären Berlin

## Karrierestatistik
(Legende zur Spielerstatistik: Sp oder GP = absolvierte Spiele; T oder G = erzielte Tore; V oder A = erzielte Assists; Pkt oder Pts = erzielte Scorerpunkte; SM oder PIM = erhaltene Strafminuten; +/− = Plus/Minus-Bilanz; PP = erzielte Überzahltore; SH = erzielte Unterzahltore; GW = erzielte Siegtore; 1 Play-downs/Relegation; Kursiv: Statistik nicht vollständig)